# Lusotitan atalaiensis
Lusotitan atalaiensis — вид рослиноїдних динозаврів родини брахіозаврових (Brachiosauridae), що існував наприкінці юрського періоду на території сучасної Португалії.

## Історія відкриття
У 1947 році Мануель де Матос, член Геологічної служби Португалії, виявив скам'янілі рештки великого завропода у відкладеннях формування Лоурінья, що датується пізнім юрським періодом. У 1957 Елберт Фелікс Де Лаппарент і Джорджес Збишевскі, на основі цих решток, описали новий вид брахіозавра: Brachiosaurus atalaiensis. Видова назва посилається на місцевість Аталая, де виявлені рештки. У 2003 році Октавіу Матеуш і Мігел Теліш Антуніш виділили вид в окремий рід: Lusotitan (типовий вид — Lusotitan atalaiensis). Родова назва походить від латинської назви Португалії — Лузитанія; та назви Титан — велетенська міфічна істота. Тобто назву виду можна перекласти як «Португальський титан з Аталаї».

## Опис
Вид описаний зі скам'янілих рештків часткового скелета без голови. Знайдено 28 хребців та кілька елементів кінцівок, зокрема по опису лопатки, динозавра визначили як представника родини брахіозаврових. За оцінками тіло було завдовжки 22-25 м, заввишки — близько 10 м, вага — 30 т.